# БТР-90
БТР-90 «Росток» (також позначається як ГАЗ-5923) — російський бронетранспортер. Бойова колісна плаваюча бронемашина, оснащена озброєнням, призначена для використання в мотострілецьких підрозділах сухопутних військ.
Вперше БТР-90 був представлений публіці в 1994 році. Розробник — ВАТ «Горьковський автомобільний завод», виробником заявлено ВАТ «Арзамаський машинобудівний завод», серійний випуск планувалося почати в 2011 році.
Випробування бронетранспортера були завершені в 2004 році.
У 2011 році МО РФ відмовилося від закупівель БТР-90 замінивши його БТР-82

## Модифікації
- БТР-90 «Росток» — базова модифікація.
- БТР «Кримськ» — модифікація БТР-90 «Росток» з гібридною енергоустановкою, а також електротрансмісією, машина може безшумно пересуватися і в перспективі може бути безпілотною.

## Бойове застосування
Восени 2023 року був помічений у використанні збройними силами Російської Федерації
Також у грудні 2023 року був покинутий збройними силами Російської Федерації в районі Красногорівки. 